# Owjā Maḩalleh
Owjā Maḩalleh (persiska: اوجا محله) är en ort i Iran.   Den ligger i provinsen Mazandaran, i den norra delen av landet, 180 km nordost om huvudstaden Teheran. Owjā Maḩalleh ligger 15 meter över havet och antalet invånare är 317.
Terrängen runt Owjā Maḩalleh är platt. Runt Owjā Maḩalleh är det ganska tätbefolkat, med 111 invånare per kvadratkilometer. Närmaste större samhälle är Sari, 5,3 km söder om Owjā Maḩalleh. Trakten runt Owjā Maḩalleh består till största delen av jordbruksmark.